# Colpocephalum zebra
Espèce
Colpocephalum zebra est une espèce de poux mâcheurs de la famille des Menoponidae.